# أنطون أريكسون
أنطون أريكسون (بالسويدية: Anton Eriksson)‏ هو لاعب كرة قدم سويدي، ولد في 5 مارس 2000 في أوميو في السويد.

## وصلات خارجية
- أنطون أريكسون على موقع اتحاد السويد (السويدية)
- أنطون أريكسون على موقع قاعدة بيانات كرة القدم.إي يو (الإنجليزية)
- أنطون أريكسون على موقع Soccerway.com (الإنجليزية)